# Biserica ortodoxă română „Sfântul Grigorie Teologul” din Schiedam
Biserica ortodoxă română „Sfântul Grigorie Teologul” este un lăcaș de cult situat în orașul Schiedam din Țările de Jos. Biserica este deservită de Mitropolia Ortodoxă Română a Europei Occidentale și Meridionale, parte a Bisericii Ortodoxe Române. Parohia servește comunitatea românilor ortodocși din această regiune și a fost fondată cu scopul de a păstra și promova credința ortodoxă și tradițiile românești.
Înființată într-o perioadă în care comunitatea românească din Olanda a crescut considerabil, biserica a devenit nu doar un loc de rugăciune, ci și un centru comunitar pentru românii care trăiesc în Schiedam și orașele învecinate Rotterdam și Haga.

## Istoric
Parohia a fost înființată în anul 1981 la Utrecht, mutându-și în același an sediul la Haga. Din 1983 până în 1993 slujbele religioase au fost celebrate în biserica catolică Antonius en Lodewijk⁠(nl)[traduceți]. Din anul 2001 slujbele se țin într-o fostă capelă catolică octogonală situată în parcul orașului Schiedam, înscrisă pe lista Monumentelor Naționale Olandeze datorită valorii sale istorice. Comunitatea ortodoxă română a oficiat prima Sfântă Liturghie în acest lăcaș în iunie 2001, de duminica Rusaliilor.
De-a lungul anilor parohia a devenit un punct de referință pentru comunitatea românească din Olanda, oferind nu doar servicii religioase, ci și sprijin cultural și social. Părintele Ioan Dură a fost un lider spiritual și comunitar, contribuind la dezvoltarea și consolidarea parohiei.
Patronul bisericii, Grigorie de Nazianz, cunoscut și ca Grigorie Teologul, a fost un important teolog al Bisericii Creștine timpurii, celebrat pentru contribuțiile sale la formularea teologiei trinitare.

## Arhitectură și artă
Capela a fost adaptată pentru a îngloba elemente ale cultului ortodox, inclusiv un iconostas și un relicvar cu sfinte moaște. De asemenea, biserica găzduiește o colecție impresionantă de 220 de icoane pictate pe lemn, reprezentând sfinți străromâni și români. Aceste icoane sunt realizate de artiști talentați și reflectă tradiția și spiritualitatea ortodoxă românească.
Interiorul bisericii este decorat cu fresce și picturi murale care ilustrează scene biblice și viețile sfinților. Aceste opere de artă nu doar înfrumusețează lăcașul de cult, ci și oferă credincioșilor o experiență spirituală profundă.

## Recunoaștere și premii
Biserica „Sfântul Grigorie Teologul” a fost aleasă printre cele mai frumoase trei biserici din provincia Olanda de Sud, datorită interiorului său deosebit. De asemenea, parohia a fost prezentată în cartea „Wereldkerken in Nederland” – „Biserici din lume, în Țările de Jos”, realizată de Muzeul „Catharijneconvent” din Utrecht.
Această recunoaștere reflectă nu doar frumusețea arhitecturală a bisericii, ci și importanța sa culturală și spirituală pentru comunitatea locală și pentru diaspora românească din Olanda.

## Activități și comunitate
Parohia nu este doar un loc de rugăciune, ci și un centru cultural și educațional. Aici au fost înființate prima bibliotecă românească (2001), prima școală parohială românească (2011), primul muzeu al unei parohii ortodoxe române din Benelux (2015) și primul centru român de cultură și spiritualitate din Țările de Jos (2023).
Biblioteca parohială oferă o colecție vastă de cărți religioase, literatură românească și lucrări de referință, fiind un important centru de resurse pentru comunitatea românească. Școala parohială organizează cursuri de limba română, religie și cultură pentru copii și tineri, contribuind la păstrarea identității naționale și culturale.
Muzeul parohial expune obiecte de cult, icoane, veșminte liturgice și alte artefacte care ilustrează istoria și tradițiile ortodoxe românești. Centrul de cultură și spiritualitate organizează evenimente culturale, conferințe, expoziții și alte activități menite să promoveze cultura și spiritualitatea românească în Olanda.
Aici se desfășoară de asemenea programe sociale și caritabile, și există o colaborare strânsă cu alte parohii ortodoxe și biserici din Olanda.

### Cateheza
Cateheza este un aspect esențial al activităților parohiei. Aceasta implică educația religioasă și morală a credincioșilor, în special a copiilor și tinerilor. Lecțiile de cateheză sunt menite să îi ajute pe participanți să înțeleagă și să trăiască învățăturile creștine. În cadrul parohiei „Sfântul Grigorie Teologul”, cateheza este integrată în programul școlii parohiale, unde copiii învață despre credința ortodoxă, istoria Bisericii și valorile creștine.

## Istoria capelei și a cimitirului
Fostul cimitir catolic a fost amenajat în 1849 pe terenul unei proprietăți private numite Bokkenburg, datorită unei donații oferite de soții Van der Burg-Nolet. În 1853 arhitectul W. Thijssen a proiectat o capelă octogonală în stil neoclasic, cu pereți placați cu piatră dură, acoperiș de cupru și un turnuleț octogonal. Pe axa principală a cimitirului au fost plasate o statuie a Fecioarei Maria și un crucifix din lemn.
În 1872, din cauza stării precare a podurilor de acces, Comisia pentru Administrarea Cimitirului a cerut arhitectului E.J. Margry să proiecteze noi porți, care au fost realizate din fier forjat de firma G.J. Vincent & Co. Cimitirul a fost închis în 1972, dar capela și clădirile adiacente au fost restaurate în 2000 de Stadsherstel Schiedam. Acum, locația găzduiește Biserica Ortodoxă Română și este o oază verde, având cei mai vechi și mai mari copaci din Schiedam.

## Importanță pentru comunitate
Biserica Ortodoxă Română „Sfântul Grigorie Teologul” din Schiedam este un simbol al spiritualității și identității românești în Olanda, continuând să fie un punct de referință pentru comunitatea românească din această țară. Prin activitățile sale religioase, culturale și educaționale, parohia contribuie la păstrarea și promovarea valorilor și tradițiilor românești în diaspora.
Biserica „Sfântul Grigorie Teologul” are un rol central în viața spirituală și culturală a românilor din Schiedam și împrejurimi. Aceasta oferă nu doar un loc de rugăciune, ci și un spațiu de socializare și sprijin pentru cei aflați departe de țară. Prin intermediul parohiei, credincioșii au ocazia să participe la sărbători religioase importante, cum ar fi Paștele și Crăciunul, în conformitate cu tradițiile și obiceiurile românești.
De asemenea, biserica sprijină integrarea comunității românești în societatea olandeză, păstrând în același timp legătura cu rădăcinile culturale și religioase.